# Robin Scherbatsky
Robin Scherbatsky, fulde navn, Robin Charles Scherbatsky Jr, er en fiktiv person fra komedieserien How I Met Your Mother. Scherbatsky bliver spillet af skuespilleren Cobie Smulders.

## Historie og opvækst

### Barndom
Robin Scherbatsky blev født i Vancouver, Canada, den 23. juli 1980 til canadieren Robin Scherbatsky Sr. og englænderen Genevieve Scherbatsky. Disse blev dog skilt kort efter hun blev født. Hendes far havde altid inderligt ønsket sig en dreng og det faktum, at hun var pige ændrede ingenting; gennem hele hendes opvækst er hun blevet lært hvordan man skyder, jager og hun har levet hele sin opvækst med kort hår. Hendes far har endda også sendt hende på en militærskole for drenge i British Columbia.
Robin har en mindre søster ved navn Katie, som også er opvokset hos Robin's far. Hun har dog fået lov at blive lidt mere feminin, end Robin måtte.
Efter en ishockeyfinale, som hendes hold havde vundet, fangede hendes far hende kysse med en dreng. Dette ødelagde deres forhold så meget, at hun blev sendt over til sin mor.

### Robin Sparkles
I teenageårene var Robin blevet en kendt popstjerne ved navn Robin Sparkles. Hun blev opdaget efter at have medvirket i et børneprogram ved navn Space Teens, hvor hun blandt andet arbejdede sammen med Alan Thicke og Jessica Glitter, her lavede de sammen sangen "Two Beavers are Better Than One". Derefter blev hun banebrydende med sangen "Let's Go To The Mall" og hendes efterfølger "Sandcastles in the Sand". Sidstnævnte lavede hun sammen med hendes kæreste Simon (James van der Beek).
Ved enden af hendes karriere havde hun en hemmelig forelskelse i Paul Schaffer, som hun skrev sangen "P. S. I Love You" til. Sangen var dog blevet så mørk og grum at hendes pladeselskab Dominant Records nægtede at offentliggøre den, men under en Grey Cup sang hun den i pausen under navnet Robin Daggers. Der døde hendes karriere, men senere blev der lavet en dokumentarfilm om det, medvirkende Jason Priestly og Alex Trebek.
| Sang                              | Episode offentliggjort  |
| --------------------------------- | ----------------------- |
| "Let's Go To The Mall"            | Slap Bet                |
| "Sandcastles in the Sand"         | Sandcastles in the Sand |
| "P. S. I Love You"                | P. S. I Love You        |
| "Two Beavers are Better Than One" | Glitter                 |

## Karriere
Efter hendes nedbrud, som sanger, blev Robin journalist og nyhedsoplæser. I dette fag, startede hun, som en lille journalist i Red Deer i Canada.

### Metro News One
I 2005 flyttede hun til Brooklyn i New York, hvor hun begyndte at arbejde for nyhedsprogrammet Metro News One. Hun klagede dog over dårlige og unødvendige nyheder, og sammen med dårlige vitser i programmet, stoppede hun for Metro News One i 2008, til fordel for et japansk nyhedsprogram i Tokyo. Hos dette sagde hun dog hurtigt op.

### Come On, Get Up New York
Med lidt hjælp fra hendes ven, Barney Stinson, fik hun jobbet som nyhedsoplæser hos Come On, Get Up New York i 2009. Dette blev dog sendt rigtig tidligt, og der bliver tit lavet jokes med, at deres fjernsyn ikke godkender hendes show som en tv-kanal. Robin har dog altid været meget professionel, og hun har ignoreret disse jokes.
Come On, Get Up New York blev sendt omkring klokken 4 om natten, hvilket er grunden til navnet.

### World Wide News
Efter at have sagt op hos Come On, Get Up New York havde hun valget mellem at valutaroteringsspecialist hos programmet Heads or Tails, eller at blive korrespondent hos World Wide News. Hun valgte korrespodentjobbet, som viste sig at være et godt valg; ved et nytårsshow vikarerede hun for sin kollega Sandy Rivers (Alexis Denisof) og blev senere udvalgt som medvært til samme person.

## Forhold
Robin datede varierende personer som Robin Sparkles, her af kan nævnes Simon Tremblay, men højst omkring to uger. Senere begyndte hun at date Ted Mosby i 2006. Deres forhold varede omkring et år, og de slog op, eftersom de begge ville alt for forskellige ting.
I 2010 datede hun Don Frank (Benjamin Koldyke) og senere Kevin (Kal Penn). Den 31. december 2012 friede Barney til hende, selv om de ikke havde et forhold kørerende, Dette kan dog skyldes, at de begge har haft små hemmelige forelskelser i hinanden siden 2011. Robin sagde ja og de blev gift 25. maj 2013.
| Længere forhold       | Spillet af          |
| --------------------- | ------------------- |
| Barney Stinson        | Neil Patrick Harris |
| Nick Petteruti        | Michael Trucco      |
| Kevin Venkataraghavan | Kal Penn            |
| Don Frank             | Benjamin Koldyke    |
| Ted Mosby             | Josh Radnor         |